# Annandale (Minnesota)
Annandale es una ciudad ubicada en el condado de Wright en el estado estadounidense de Minnesota. En el Censo de 2010 tenía una población de 3228 habitantes y una densidad poblacional de 418,94 personas por km².

## Geografía
Annandale se encuentra ubicada en las coordenadas 45°15′36″N 94°7′13″O / 45.26000, -94.12028. Según la Oficina del Censo de los Estados Unidos, Annandale tiene una superficie total de 7.71 km², de la cual 7.71 km² corresponden a tierra firme y (0%) 0 km² es agua.

## Demografía
Según el censo de 2010, había 3228 personas residiendo en Annandale. La densidad de población era de 418,94 hab./km². De los 3228 habitantes, Annandale estaba compuesto por el 96.31% blancos, el 0.46% eran afroamericanos, el 0.22% eran amerindios, el 0.28% eran asiáticos, el 0% eran isleños del Pacífico, el 1.55% eran de otras razas y el 1.18% pertenecían a dos o más razas. Del total de la población el 3.13% eran hispanos o latinos de cualquier raza.